# Медаль Ернста Рейтера
Медаль Ернста Рейтера (нім. Ernst-Reuter-Plakette) — нагорода, яку від 1954 року присуджує сенат Берліну на честь першого керівного бургомістра Берліну Ернста Рейтера (1889—1953).
Медаллю відзначають осіб, «які зробили особливий внесок для Берліну» (нім. die sich um Berlin besondere Verdienste erworben haben). Метою є вшанування видатних досягнень у політичній, економічній та інтелектуально-культурній сферах.
Створив медаль скульптор Ріхард Шайбе. Спочатку нагороду вручали в срібному та бронзовому класах. Від 1980 року виготовляють із посрібленої бронзи.
За життя вдови Ернста Рейтера Ганни Рейтер (1899—1974) нагороду присуджували лише за її згодою.

## Лауреати
- 1954: Джеймс Браянт Конант (1893—1978), верховний комісар і представник США в Берліні
- 1954: Ганна Рейтер (нім. Hanna Reuter; 1899—1974), учасниця руху опору, вдова Ернста Рейтера
- 1954: Гайнц Тієтєн[de] (1881—1967), німецький режисер, диригент і художній керівник
- 1957: Карл Еберт (1887—1980), німецький актор
- 1957: Вальтер Ґропіус (1883—1969), архітектор
- 1958: Отто Бартнінґ (1883—1959), архітектор
- 1958: Пауль Ґерц[de] (1888—1961), політик
- 1958: Отто Варбург (1883—1970), біохімік
- 1959: Елінор Даллес[en] (1895—1996), економістка
- 1959: Фрідріх Ернст[de] (1889—1960), банкір
- 1959: Пауль Фляйшман[de] (1889—1965), політик
- 1959: Отто Ган (1879—1968), хімік
- 1959: Ганс Еміль Гіршфельд[de] (1894—1971), політик
- 1959: Макс фон Лауе (1879—1960), фізик
- 1959: Едвін Редслоб[de] (1884—1973), історик мистецтва та культури
- 1959: Йоаким Тібурцій[de] (1889—1967), сенатор народної освіти
- 1960: Ернст Дойч (1890—1969), актор
- 1960: Адольф Дюннбаке[de] (1891—1978), районний голова Райнікендорфу
- 1960: Ґустав Клінгельгофер[de] (1888—1961), політик
- 1960: Пауль Льобе[de] (1875—1967), політик та борець опору
- 1960: Генрі Райхголд (нім. Henry A. Reichhold; 1901—1989), засновник Академії мистецтв[de]
- 1962: Роберт Кеннеді (1925—1968), американський політик
- 1962: Генріх Фокель[de] (1892—1968), перший представник ФРН у Берліні
- 1966: Болеслав Барлоґ[de] (1906—1999), режиссер, театральний діяч
- 1966: Людвіг Міс ван дер Рое (1886—1969), архітектор
- 1966: Отто Цибіль[de] (1896—1978), мер Нюрнберга
- 1967: Тілла Дюр'є[de] (1880—1971), акторка
- 1967: Ганс Герцфельд[de] (1892—1982), історик
- 1967: Фріц Кортнер (1892—1970), актор
- 1967: Карл Шмідт-Ротлуф (1884—1976), художник
- 1968: Ернст Леммер[de] (1898—1970), федеральний міністр
- 1969: Отто Фрідріх Бах[de] (1899—1981), політик
- 1970: Гайнц Ґутше[de] (1915—1973), районний голова Райнікендорфу
- 1970: Отто Тойнер[de] (1900—1980), політик
- 1971: Ганс Гайнц Штукеншмідт[de] (1901—1988), композитор
- 1971: Ельза Вагнер (1881—1975), акторка
- 1971: Зигмунд Велтлінґер[de] (1886—1974), політик (ХДС), член-засновник Товариства християнсько-єврейської співпраці
- 1972: Шарль Корсель[de] (1907—1993), французький політик
- 1972: Еріх Гісснер[de] (1909—1995), політик
- 1972: Віктор де Кова[de] (1904—1973), актор
- 1972: Герберт Ковалевський[de] (1907—2003), профспілковий діяч
- 1972: Рольф Шведлер[de] (1914—1981), сенатор з питань будівництва та житла
- 1973: Борис Блахер (1903—1975), композитор
- 1973: Бруно Фріц[de] (1900—1984), актор
- 1973: Отто Едуард Гассе[de] (1903—1978), актор
- 1973: Курт Маттік[de] (1908—1986), політик
- 1973: Микола Набоков[ru] (1903—1978), композитор
- 1973: Рудольф Престель[de] (1898—1979), юрист
- 1973: Фрідріх Сменд[de] (1893—1980), музикознавець
- 1973: Ернст Зінергауф[de] (1908—1974), сенатор внутрішніх справ
- 1973: Олександр Фолькер[de] (1913—2001), політик
- 1973: Жанет Вольф[de] (1888—1976), політикиня
- 1974: Гайнц Галінскі (1912—1992), голова єврейської громади Берліна
- 1974: Йоганн Баптист Ґрадль[de] (1904—1988), федеральний міністр
- 1974: Вернер Гафтман[de] (1912—1999), мистецтвознавець
- 1974: Еберхард Гессе[de] (1911—1986), журналіст
- 1974: Вальтер Ощилевський[de] (1904—1987), публіцист
- 1974: Рудольф Платте[de] (1904—1984), актор
- 1974: Леопольд Рейдемайстер[de] (1900—1987), мистецтвознавець
- 1974: Ганс Зонненфельд (нім. Hans Sonnenfeld; 1901—1993), засновник газети «Der Abend»
- 1974: Аристид Сирігос (нім. Aristide Syrigos; 1915—1999), французький дипломат
- 1975: Вільям Борм[de] (1895—1987), політик
- 1975: Джеффрі Френсіс Едвардс (нім. Geoffrey Francis Edwards; 1917—1996), британський дипломат
- 1975: Ернст Френкель[de] (1898—1975), політолог
- 1975: Елла Кай[de] (1895—1988), бургомістерка району
- 1975: Рудольф Кляйне[de] (1918—2001), політик (СДПН)
- 1975: Джон Макклой[en] (1895—1989), американський політик
- 1975: Вальтер Нікліц[de] (1911—1989), архітектор
- 1975: Отто Стаммер[de] (1900—1978), політолог
- 1975: Вернер Штайн[de] (1913—1993), політик
- 1976: Еміль Бюхерль[de] (1919—2001), хірург
- 1976: Вальтер Коблер (нім. Walter W. Cobler; 1908—1979), політик
- 1976: Курт Екснер[de] (1901—1996), політик
- 1976: Макс Флеш (нім. Max Flesch; 1907—1998), юрист
- 1976: Вернер Кіслінг[de] (1914—2006), посадовець асоціації
- 1976: Альфред Кубель[de] (1909—1999), прем'єр-міністр
- 1976: Курт Мейрер (нім. Kurt Meurer; 1901—1991), книготорговець
- 1976: Барбара фон Ренте-Фінк[de] (1901—1983), лікарка, політикиня
- 1976: Курт Шарф[de] (1902—1990), єпископ
- 1977: Ульрих Біль[de] (1907—1996), політик
- 1977: Ганс Шемін-Петі[de] (1902—1981), композитор
- 1977: Ернст Шеленберг[de] (1907—1984), політик
- 1977: Йоганнес Штумм[de] (1897—1978), комісар поліції 1948—1963
- 1977: Ганс-Георг Ворміт[de] (1912—1992), політик
- 1977: Вальтер Вегнер (нім. Walter Wegner; 1907-??), журналіст .
- 1978: Франц Барзіґ[de] (1924—1988), журналіст
- 1978: Гельмут Бутенут[de] (1898—1990), інженер
- 1978: Франц Корнельсен[de] (1908—1989), видавець
- 1978: Вернер Густ (нім. Werner Gust; 1910—1979), банкір
- 1978: Мартін Гельд[de] (1908—1992), актор
- 1978: Гертруда Юнге (нім. Gertrud Junge; 1908-??), соціальна працівниця
- 1978: Ріхард Льовенталь[de] (1908—1991), публіцист
- 1978: Карл-Гайнц Петерс (нім. Karl-Heinz Peters; 1912—2017), голова правління Gemeinnützige Heimstätten-AG (GEHAG) <! — http://www.berliner-zeitung.de/berlin/karl-heinz-peters-der-mit-begruender-der-gropiusstadt-ist-tot-26207874 -->
- 1978: Курт Рек[de] (1903—1981), актор
- 1978: Зігфрід Шустер (нім. Siegfried Schuster; 1915—1989), професор, морський інженер
- 1978: Ганс Зонкер[de] (1903—1981), актор
- 1978: Ґрете Зоннеманн[de] (1903—1990), політикиня, член Палати представників Берліна
- 1978: Вольфганг Штреземан[de] (1904—1998), композитор
- 1978: Марія фон Тізенгаузен (нім. Maria von Tiesenhausen; *1929), директор музею Георга Кольбе
- 1978: Герберт Вайзе (нім. Herbert Weise; 1913—1984), голова Берлінської асоціації лікарень
- 1979: Франц Амрен[de] (1912—1981), політик
- 1979: Герберт Арндт[de] (1906—1994), політик (СДПН), член Палати представників Берліна
- 1979: Свен Баклунд[en] (1931—1997), шведський дипломат
- 1979: Йозеф Ертль[de] (1925—2000), федеральний міністр сільського господарства (ХСС)
- 1979: Герберт Лакс (нім. Herbert Lax; 1909—1987), лікар
- 1979: Рудольф Мендель[de] (1907—1979), політик, член Берлінської палати представників
- 1979: Вальтер Штайґнер[de] (1912—1983), журналіст
- 1979: Горст-Людвіг Штайн (нім. Horst-Ludwig Stein; 1916—1988), директор-розпорядник берлінського відділення AMK
- 1979: Ганс Штайніц[de] (1912—1993), президент Асоціації іноземної преси
- 1979: Ільза Вольф (нім. Ilse Wolff; 1915-??), політикиня
- 1979: Вільгельм Церндт (нім. Wilhelm Zerndt; 1908—1988), місцевий політик (СДПН), член районної ради округу Нойкьольн
- 1980: Константін Фрайгер Гереман[de] (1931—2017), керівник фермерського господарства
- 1980: Альфред Крамер (нім. Alfred Kramer; 1901-??), ювелір
- 1980: Едіт Краппе[de] (1909—2006), політикиня (СДПН), член німецького Бундестагу
- 1980: Агнес Катаріна Максзайн[de] (1904—1991), політикиня (ХДС), член німецького Бундестагу
- 1980: Ієгуді Менухін (1916—1999), диригент і скрипаль-віртуоз
- 1980: Бернгард Мінетті (1905—1998), актор
- 1980: Марі Шлей[de] (1919—1983), політикиня (СДПН), федеральна міністерка
- 1980: Макс Шмідгайні[de] (1908—1991), швейцарський підприємець, політик, засновник Фонду Макса Шмідгайні[de]
- 1980: Гайнц Фойґт (нім. Heinz Voigt; * 1920), профспілковий діяч
- 1980: Гайнц Візеке[de] (*1915), президент Берлінської ремісничої палати
- 1981: Гельмут Беккер[de] (1913—1993), вчений-педагог
- 1981: Дитріх Блос[de] (1901—1989), лікар
- 1981: Зиґфрід Борріс[de] (1906—1987), композитор
- 1981: Курт Маєр (нім. Curt Meyer; 1891—1984), завідувач відділу соціальної гігієни
- 1981: Карлгайнц Квак[de] (1926—2006), президент Асоціації адвокатів
- 1981: Гельмут Зіґнер[de] (1921—2006), актор
- 1982: Герта Безе[de] (1902—1987), політикиня (СДПН)
- 1982: Петер Лоренц[de] (1922—1987), політик (ХДС)
- 1982: Курт Нойбауер[de] (1922—2012), політик (СДПН)
- 1982: Вальтер Зікерт[de] (1919—2013), президент Палати представників (СДПН)
- 1982: Аксель Шпрінгер (1912—1985), видавець
- 1982: Ріхард фон Вайцзеккер (1920—2015), федеральний президент, правлячий бургомістр (ХДС)
- 1983: Елізабет Бергнер (1897—1986), акторка
- 1983: Франц Ерке[de] (1921—2021), політик (СДПН), член правління Deutsche Klassenlotterie
- 1983: Зено Шиндлер (нім. Zeno Schindler; 1917—2004), американський промисловець
- 1984: Горст Ельфе (1917—2008), бізнес-економіст і президент Берлінської торгово-промислової палати[de]
- 1984: Маргарета Кюн[de] (1902—1995), мистецтвознавиця
- 1985: Ернст Руска (1906—1988), винахідник
- 1985: Конрад Цузе (1910—1995), винахідник
- 1986: Горст Нассерке (нім. Horst Nasserke; *1924), профспілковий діяч
- 1987: Карл Раддац (1912—2004), актор
- 1987: Ебергард Ротерс[de] (1929—1994), мистецтвознавець
- 1987: Клаус Шютц (1926—2012), бургомістр (СДПН)
- 1988: Клаус Мертін (нім. Klaus Mertin; 1922—1996), менеджер, меценат
- 1988: Ален Поер (1909—1996), французький політик
- 1988: Юліус Позенер[de] (1904—1996), архітектор
- 1988: Еріх Салінг[de] (1925—2021), Mediziner
- 1989: Осип Флехтгайм[en] (1909—1998), політолог
- 1989: Гельмут Гольвіцер[de] (1908—1993), теолог
- 1989: Клаус Гюбнер[de] (1924—2021), начальник поліції
- 1990: Генріх Альберц (1915—1993), правлячий бургомістр Берліна (СДП)
- 1990: Ґюнтер Браун (нім. Günter Braun; * 1928), президент Rofin-Sinar Technologies
- 1990: Карл Отто Міттельстеншайд (нім. Karl Otto Mittelstenscheid; 1916—2014), член правління Schering AG
- 1990: Берлінська бригада[de] та 7350-та група авіабаз (США), Королівські військово-повітряні сили та Берлінська піхотна бригада (Велика Британія), 46-й піхотний полк і 165 авіабаза Французьких сил у Берліні[de] (Франція)
- 1991: Гюнтер Банцер (1921—2019), політик
- 1991: Йоахим Бьольке (нім. Joachim Bölke; 1927—1994), журналіст
- 1991: Гайнц-Георг Кльос[de] (1926—2014), ветеринарний лікар
- 1991: Гюнтер Маттес[de] (1920—1995), журналіст
- 1991: Інґе Мейзель[de] (1910—2004), акторка
- 1991: Ульрих Мюллер[de] (1929—2022), голова Рахункової палати Берліна
- 1992: Ернст Гайніц[de] (1902—1998), юрист
- 1992: Отто фон Сімсон[de] (1912—1993), президент Німецької комісії ЮНЕСКО
- 1993: Дітріх Фішер-Діскау (1925—2012), оперний співак
- 1993: Карлгайнц Каске[de] (1928—1998), підприємець
- 1993: Іґнац Кіхле[de] (1930—2003), колишній міністр сільського господарства
- 1994: Клаус Остергоф (нім. Klaus Osterhof; 1928—2003), підприємець
- 1994: Ганс-Йохен Фогель[de] (1926—2020), колишній правлячий бургомістр (СДПН)
- 1994: Вальтер Гьоллерер[de] (1922—2003), письменник
- 1995: Жак Делор (1925—2023), міністр фінансів
- 1995: Вольф Йобст Зідлер[de] (1926—2013), видавець
- 1996: Карл Гайнц Брьоган[de] (1921—2000), мистецтвознавець, засновник Музею Брьогана[de]
- 1996: Ґьоц Фрідріх[de] (1930—2000), оперний режисер і художній керівник
- 1997: Erich Marx[de] (1921—2020), колекціонер і меценат
- 1998: Вальтер Єнс[en] (1923—2013), письменник
- 1998: Єжи Канал[de] (1921—2015), голова єврейської громади Берліна
- 1998: Клаус Тьопфер[de] (1938—2024), федеральний міністр (ХДС)
- 2002: Стівен Келлен[de] (1914—2004), банкір і меценат
- 2002: Курт Зандерлінг (1912—2011), диригент
- 2003: Вернер Отто[de] (1909—2011), підприємець
- 2003: Петер Вапневський[de] (1922—2012), німецький науковець, ректор-засновник Берлінського вищого наукового коледжу
- 2004: Клаудіо Аббадо (1933—2014), диригент
- 2006: Імре Кертес (1929—2016), письменник
- 2009: Лех Валенса (*1943), колишній президент Польщі
- 2013: Даніель Баренбойм (*1942), диригент і генеральний музичний директор[1]
- 2014: Неле Гертлінг[de] (*1934), театральна режисерка, художня керівниця Театру Геббель
- 2017: Марія Мюллер-Зоммер[de] (1922—2023), драматург і театральна видавниця
- 2022: Ютта (нім. Jutta Adler; *1949) та Вітіко Адлер (нім. Witiko Adler; *1928), власники компанії з організації концертів Ганса Адлера